# Ommatius pseudodravidicus
Ommatius pseudodravidicus är en tvåvingeart som beskrevs av Joseph och Parui 1983. Ommatius pseudodravidicus ingår i släktet Ommatius och familjen rovflugor. Inga underarter finns listade i Catalogue of Life.